# Medalla Naval Almirante Luis Brión
La Medalla Naval Almirante Luis Brión es una condecoración de la Armada Bolivariana, componente de la Fuerza Armada Nacional Bolivariana (FANB) creada el 15 de julio de 1982.
Puede ser otorgada a personal militar y civil tanto nacionales como extranjeros, en reconocimiento a la dedicación, esfuerzo y superación en el ámbito profesional y académico dentro de la institución y fuera de ella. 
Fue bautizada en honor al héroe de la Guerra de Independencia de Venezuela Luis Brión y se concede en una Única Clase.

## Diseño
La joya será de metal dorado con la forma de un aro, circunscrito a este  y formando una sola pieza llevara una Rosa de los Vientos, en la parte central del anverso de la medalla, sobrepuesto a la rosa de los Vientos, llevara el Escudo de la Armada de Venezuela.
La joya dependerá de una cinta de seda moaré de 48 mm., de largo por 33 mm., de ancho en colores azul marino la mitad de la izquierda y en rojo la mitad derecha